# Membres de la Société royale du Canada, par ordre alphabétique Q
| Nom            | Année | Occupation |
| -------------- | ----- | ---------- |
| Rémi Quirion   | 2003  |            |
| Regula Qureshi | 1996  |            |